# Здание Черниговской мужской торговой школы
Здание Черниговской мужской торговой школы — памятник архитектуры местного значения в Чернигове. В настоящее время в здании размещается Черниговский филиал Национальной академии статистики, учёта и аудита.

## История
Решением исполкома Черниговского областного совета народных депутатов от 28.04.1987 № 119 присвоен статус памятник архитектуры местного значения с охранным № 36-Чг под названием Здание школы.
Здание имеет собственную «территорию памятника» и расположено в «комплексной охранной зоне памятников исторического центра города», согласно правилам застройки и использования территории. На здании установлена информационная доска.

## Описание
Кирпичный, 2-этажный, Т-образный в плане дом с выступающим за красную линию ризалитом. Фасад центральной части с выступающей секцией, направлен на юго-запад к Гончей улице. Окна прямоугольные, окна первого этажа северного торца заложены, окна второго этажа фасада и торцов увенчаны треугольными сандриками. Южнее к дому примыкает 4-этажное офисное здание.
Черниговская мужская торговая школа была основана в 1903 году и располагалась в собственном здании на Гончей улице. Здание для школы построено в 1905 году за средства местных меценатов Лизогуба, Гутмана, Маркельса. Имела три класса, давала общее и специальное торговое образование. Школа находилась в ведении окружного инспектора учебного отдела Министерства финансов и возглавлялась инспектором. Ликвидирована после октября 1917 года.
В здании в период 1916—1919 годы в арендованном помещении разместился новосозданный учительский институт, после — еврейская школа. После Великой Отечественной войны здесь размещалось областное статистическое управление, затем — учебный комбинат. В настоящее время в здании размещается Черниговский филиал Национальной академии статистики, учёта и аудита.